# Black Panther (animatieserie)
Black Panther is een Amerikaanse animatie/miniserie, gebaseerd op het gelijknamige personage van Marvel Comics. De serie is een coproductie van Marvel Animation en BET. Daarmee is het de eerste animatieserie van BET.
De serie ging in première op 16 januari 2010 op de Australische kinderzender ABC3. De serie telt in totaal 6 afleveringen.

## Verhaal
De serie draait om T’Challa, de kroonprins van Wakanda. Na de moord op zijn vader erft hij niet alleen diens koninkrijk, maar ook de titel van de superheld Black Panther. Hij moet direct ten strijde trekken tegen de schurk Klaw, die een team van superschurken heeft verzameld om Wakanda te veroveren.

## Achtergrond
De serie werd aangekondigd door BET op een presentatie in New York in april 2008. In juli 2008 werd reeds een preview van de serie vertoond op de San Diego Comic-Con.
De productie van de serie verloopt onder toezicht van Reginald Hudlin, de huidige President of Entertainment van BET. Hij schrijft ook mee aan de serie, samen met John Romita Jr.. De eerste zes afleveringen van de serie zijn direct gebaseerd op de stripserie "Who is the Black Panther?". Na die zes afleveringen gaat de serie een eigen richting op.
Djimon Hounsou is gecast voor de stem van T'Challa/Black Panther. De titelsong is gecomponeerd door Stephen James Taylor, en wordt gezongen in een door hem verzonnen taal die een oud Wakandaans dialect moet voorstellen.

## Cast
- Djimon Hounsou - Black Panther/T'Challa
- Stan Lee - Generaal Wallace
- Kerry Washington - Prinses Shuri
- Alfre Woodard - Dondi Reese, Koningin-moeder
- Carl Lumbly - oom S'Yan
- Jill Scott - Storm[5]
- Stephen Stanton - Klaw
- Jonathan Adams - T'Chaka
- JB Blanc - The Black Knight, Male Cannibal, Batroc
- David Busch - Everett K. Ross
- Phil LaMarr - T'Shan
- Peter Lurie - Juggernaut
- Phil Morris - W'Kabi
- Vanessa Marshall - Female Cannibal
- Nolan North - Cyclops, Nightcrawler
- Adrian Pasdar - Captain America
- Kevin Michael Richardson - Wolverine
- Rick D. Wasserman - Radioactive Man